# Bauchi (staat)
Bauchi is een Nigeriaanse staat. De hoofdstad is Bauchi, de staat heeft 4.880.573 inwoners (2007) en een oppervlakte van 45.837 km².

## Lokale bestuurseenheden
Er zijn twintig lokale bestuurseenheden (Local Government Areas of LGA's). Elk LGA wordt bestuurd door een gekozen raad met aan het hoofd een democratisch gekozen voorzitter.
De lokale bestuurseenheden zijn:
| - Alkaleri - Bauchi - Bogoro - Dambam - Darazo - Dass - Gamawa - Ganjuma - Giyade - Itas/Gadau |  | - Jama'are - Katagum - Kirfi - Misau - Ningi - Shira - Tafawa Balewa - Toro - Warji - Zaki |

Abia · Adamawa · Akwa Ibom · Anambra · Bauchi · Bayelsa · Benue · Borno · Cross River · Delta · Ebonyi · Edo · Ekiti · Enugu · Gombe · Imo · Jigawa · Kaduna · Kano · Katsina · Kebbi · Kogi · Kwara · Lagos · Nassarawa · Niger · Ogun · Ondo · Osun · Oyo · Plateau · Rivers · Sokoto · Taraba · Yobe · Zamfara
Federaal district: Federal Capital Territory